# پیوتر استولیپین
پیوتر آرکادیویچ استولیپین (روسی: Пётр Арка́дьевич Столы́пин؛ IPA: [pʲɵtr ɐˈrkadʲjɪvʲɪtɕ stɐˈlɨpʲɪn]; زاده ۱۴ آوریل ۱۸۶۲ – درگذشت ۱۸ سپتامبر ۱۹۱۱) سیاستمدار اهل امپراتوری روسیه بود. وی از سال ۱۹۰۶ تا ۱۹۱۱ نخست وزیر روسیه و هم‌زمان با آن وزارت کشور امپراتوری روسیه نیز برعهده داشته است. استولیپین همچنین برندهٔ جوایزی همچون نشان سلطنتی ویکتوریایی شده‌است.
استولیپین که در سپتامبر ۱۹۱۱ به اپرای ملی اوکراین رفته بود توسط دمیتری بوگروف جوان انقلابی اوکراینی به ضرب گلوله ترور شد و ۴ روز بعد درگذشت. بوگروف که در صحنه قتل دستگیر شده بود ۱۰ روز بعد با چوبه دار اعدام شد.

## نگارخانه

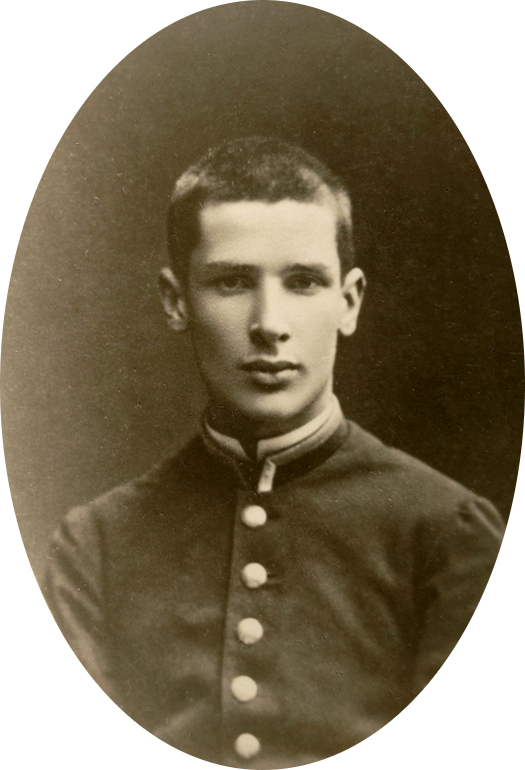
نوجوانی
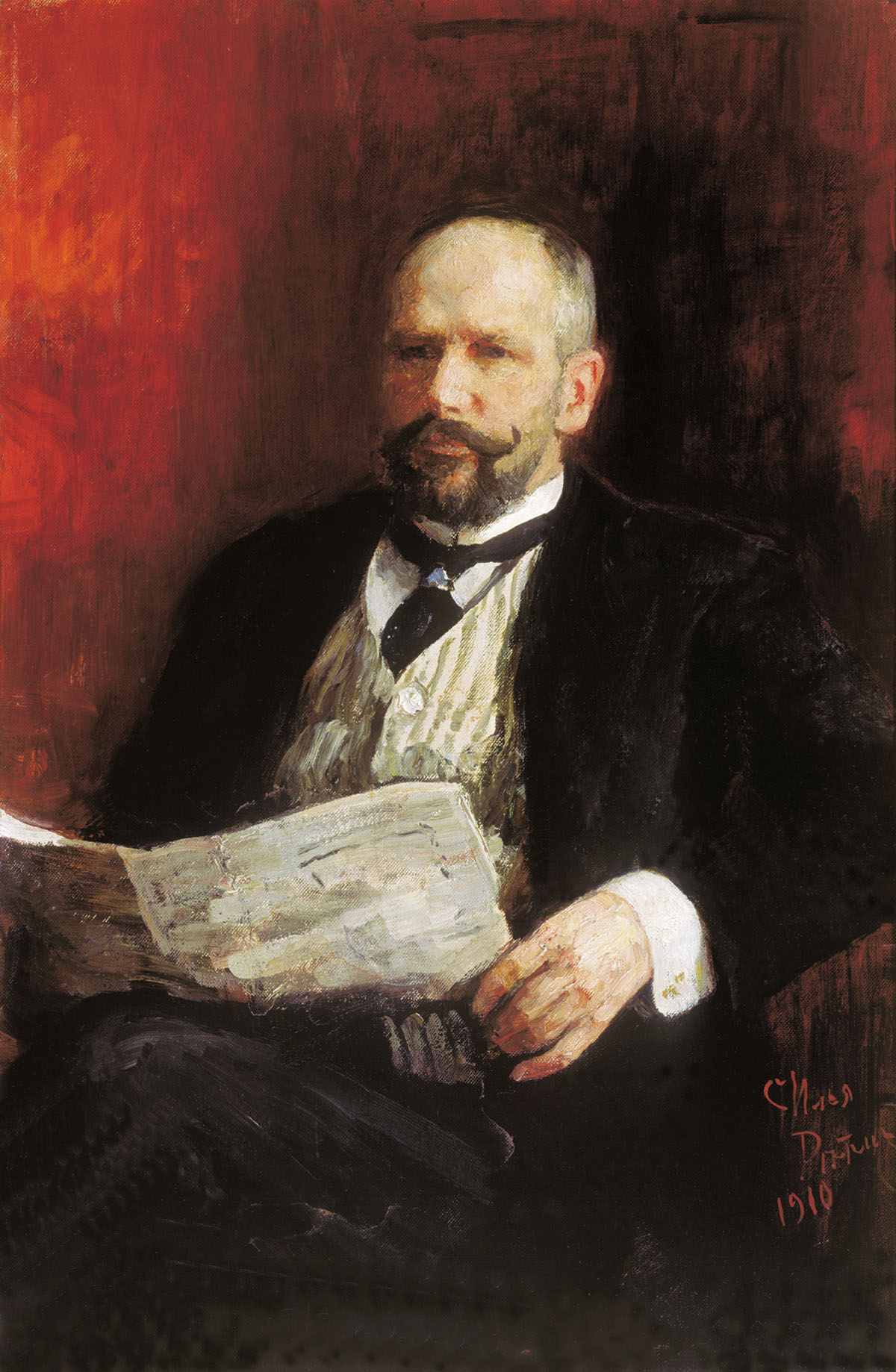
پرتره استولیپین توسط ایلیا رپین
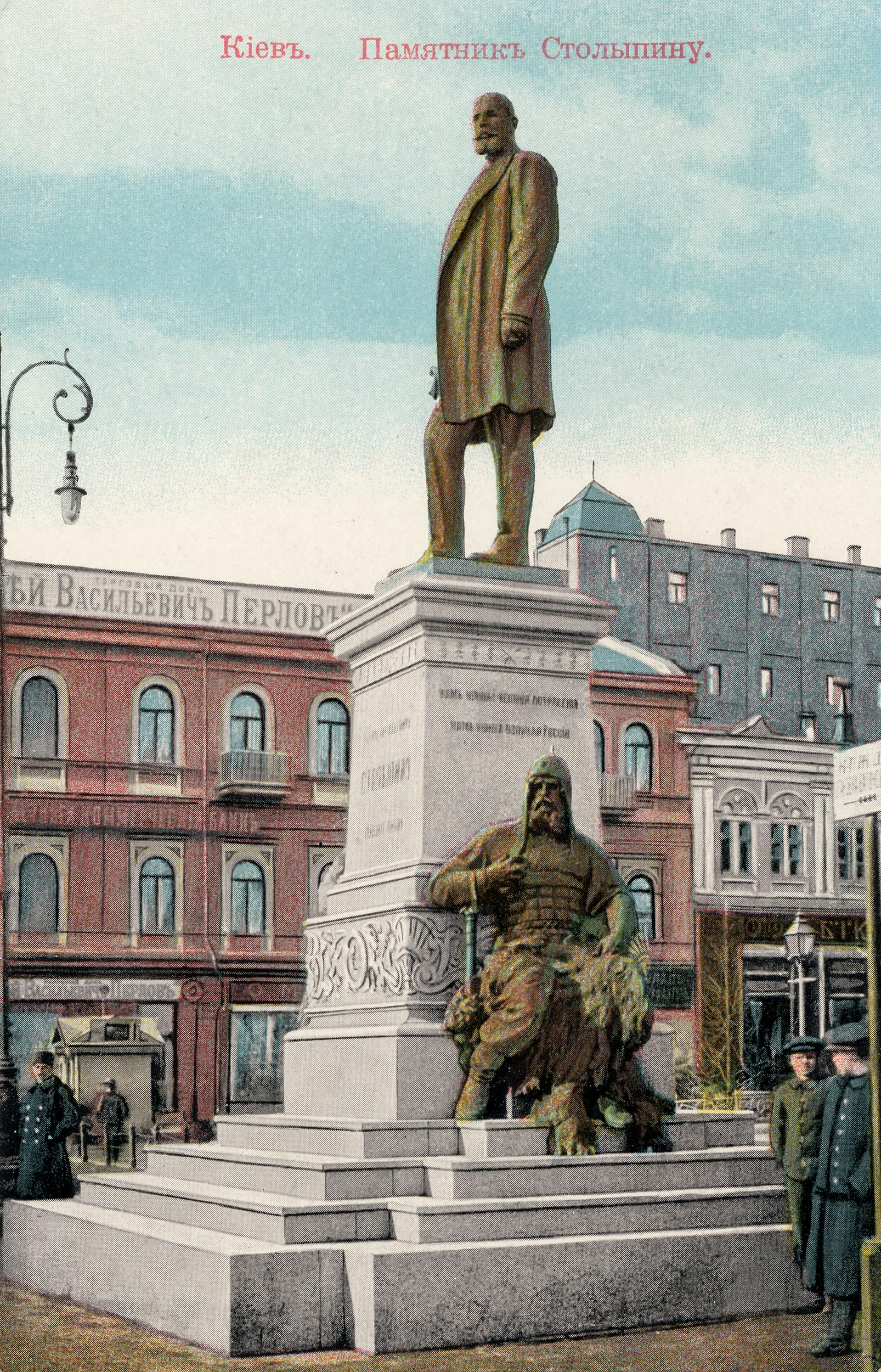
مجسمه استولیپین در کی‌یف که بعد از انقلاب فوریه برداشته شد.